# Programme de développement avec une approche territoriale
Le programme de développement avec une approche territoriale (en espagnol : Programa de Desarrollo con Enfoque Territorial abrégé PDET) est un instrument de gestion et de planification du gouvernement colombien dont l'objectif est de promouvoir le développement économique, social et environnemental dans les régions du pays les plus touchées par le conflit armé colombien. Le programme couvre actuellement 36 % du territoire du pays et profite à près de 7 millions de personnes,. De plus, depuis les élections législatives colombiennes de 2022, le programme a sa propre représentation à la Chambre des représentants avec 16 sièges sous le nom de « Circonscriptions spéciales transitoires pour la paix » (en espagnol : Circunscripciones Transitorias Especiales de Paz abrégé CITREP).

## Caractéristiques
Les territoires PDET sont créés en 2017 dans le cadre des accords de paix entre le gouvernement Santos et les FARC-EP,. Son développement est confié à l'Agence de rénovation du territoire (Agencia de Renovación del Territorio, ART) pour une période de 15 ans,.
Le programme se déroule à trois niveaux de participation collective : l'Assemblée communautaire, la Commission municipale et la Commission sous-régionale.

## Objectives
Les principaux objectives du PDET sont: 
- Créer des canaux de contrôle social ;
- Autonomiser et transformer les communautés ;
- Dynamiser l'économie et renforcer la sécurité alimentaire ;
- Contribuer à la réduction de la pauvreté rurale dans toutes ses dimensions de 50 % ;
- Promouvoir les plans de développement départementaux et municipaux.

## Critiques
Certaines organisations sociales et communautaires réclament une plus grande participation, reconnaissance et composante environnementale dans les territoires des PDET,,.

## Territoires
Le programme est mis en œuvre sur 11 000 veredas de 171 municipalités dans les 16 sous-régions définies par le décret-loi 893 de 2017,.

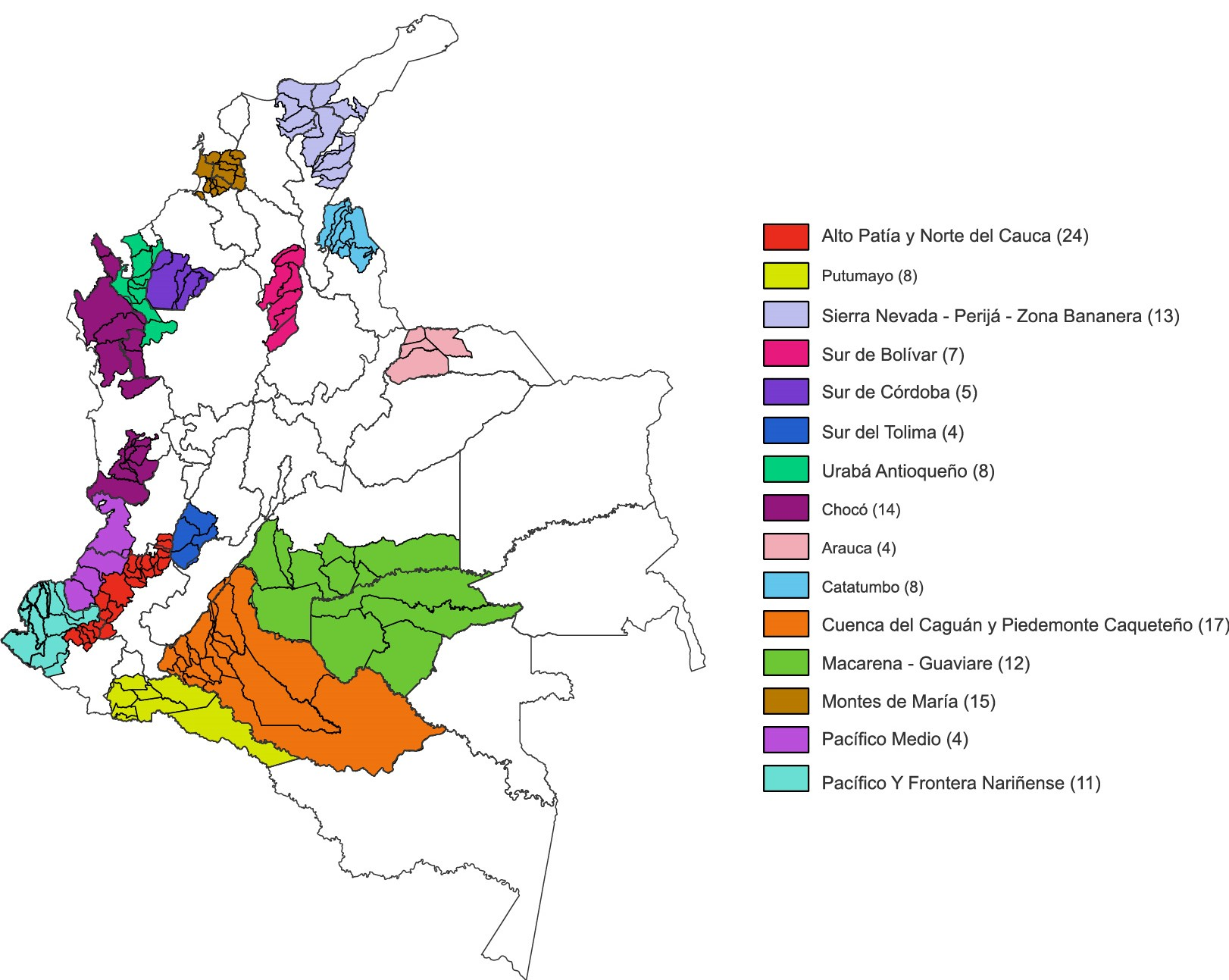

| Sous-région                              | Municipalités |
| ---------------------------------------- | --- |
| Sierra Nevada - Perijá                   | Cesar: Agustín Codazzi, Becerril, La Jagua de Ibirico, Manaure Balcón del Cesar, Pueblo Bello, La Paz, San Diego, Valledupar La Guajira: Dibulla, Fonseca, San Juan del Cesar Magdalena: Aracataca, Ciénaga, Fundación, Santa Marta                                                       |
| Catatumbo                                | Norte de Santander: Convención, El Carmen, El Tarra, Hacarí, San Calixto, Sardinata, Teorama, Tibú |
| Montes de María                          | Bolívar: Córdoba, El Carmen de Bolívar, El Guamo, Maria La Baja, San Jacinto, San Juan Nepomuceno, Zambrano Sucre: Colosó, Chalán, Los Palmitos, Morroa, Ovejas, Palmito, San Onofre, Toluviejo                                                                                           |
| Urabá                                    | Antioquia: Apartadó, Carepa, Chigorodó, Dabeiba, Mutatá, Necoclí, San Pedro de Urabá, Turbo |
| San Jorge y Alto Sinú                    | Córdoba: Montelíbano, Puerto Libertador, San José de Uré, Tierralta, Valencia |
| Sur de Bolívar                           | Antioquia: Yondó Bolívar: Arenal, Cantagallo, Morales, San Pablo, Santa Rosa del Sur, Simití |
| Bajo Cauca y Nordeste antioqueño         | Antioquia: Amalfi, Anorí, Briceño, Cáceres, Caucasia, El Bagre, Ituango, Nechí, Remedios, Segovia, Tarazá, Valdivia, Zaragoza |
| Chocó                                    | Antioquia: Murindó, Vigía del Fuerte Chocó: Acandí, Bojayá, El Carmen del Darién, Condoto, Istmina, Litoral del San Juan, Medio Atrato, Medio San Juan, Nóvita, Riosucio, Sipí, Unguía |
| Pacífico Medio                           | Cauca: Guapi, López de Micay, Timbiquí Valle del Cauca: Buenaventura |
| Pacífico y frontera nariñense            | Nariño: Barbacoas, El Charco, La Tola, Magüi Payán, Mosquera, Olaya Herrera, Francisco Pizarro, Ricaurte, Roberto Payán, Santa Bárbara, Tumaco |
| Alto Patía y Norte del Cauca             | Cauca: Argelia, Balboa, Buenos Aires, Cajibío, Caldono, Caloto, Corinto, El Tambo, Jambaló, Mercaderes, Miranda, Morales, Patía, Piendamó, Santander de Quilichao, Suárez, Toribío Nariño: Cumbitara, El Rosario, Leiva, Los Andes Sotomayor, Policarpa Valle del Cauca: Florida, Pradera |
| Sur del Tolima                           | Tolima: Ataco, Chaparral, Planadas, Rioblanco |
| Putumayo                                 | Putumayo: Mocoa, Orito, Puerto Asís, Puerto Caicedo, Puerto Guzmán, Puerto Leguízamo, San Miguel, Valle del Guamuez, Villagarzón |
| Cuenca del Caguán y piedemonte caqueteño | Caquetá: Albania, Belén de los Andaquíes, Cartagena del Chairá, Curillo, El Doncello, El Paujil, Florencia, La Montañita, Puerto Milán, Morelia, Puerto Rico, San José del Fragua, San Vicente del Caguán, Solano, Solita, Valparaíso Huila: Algeciras                                    |
| Macarena - Guaviare                      | Meta: Mapiripán, Mesetas, La Macarena, La Uribe, Puerto Concordia, Puerto Lleras, Puerto Rico, Vista Hermosa Guaviare: Calamar, El Retorno, Miraflores, San José del Guaviare |
| Arauca                                   | Arauca: Arauquita, Fortul, Saravena, Tame |

### Nouveaux territoires PDET
- En s'élevant à la catégorie de municipalité à Barrancominas dans le Guainía, il est proposé qu'il soit inclus comme un nouveau territoire PDET.
- Le premier programme de développement avec une approche territoriale urbaine du pays regrouperait les localités de Bosa, Ciudad Bolívar, Sumapaz et la municipalité de Soacha[14].